# 吉岡辰弥
吉岡 辰弥（よしおか たつや、1976年3月2日 - ）は、日本中央競馬会（JRA）・栗東トレーニングセンターの調教師。京都府出身。

## 来歴
競馬好きの父の影響で小学6年生の頃に京都競馬場の乗馬センターに入る。中学卒業後、騎手を目指すため競馬学校へ入学を希望するも身長の関係で入学できなかった。
牧場勤務の後に1993年1月にJRA競馬学校厩務員課程へ17歳で入学する。7月に藤岡範士厩舎の厩務員となり12月から調教助手を務めることになる。
2008年3月に角居勝彦厩舎へ移籍し、サートゥルナーリアを中心に様々な馬を担当した。2018年7月に中竹和也厩舎に移籍する。
2019年にJRA調教師免許試験に合格する。開業までの間は技術調教師として中内田充正厩舎に所属した。
2020年に開業し、定年引退した山内研二厩舎より引き継いだトゥインクルリーフで3月15日中京6Rを1着。1954年のJRA設立以降27人目、現役では9人目の記録となる初出走・初勝利を挙げる。2021年6月20日に行われたユニコーンステークスでスマッシャーが勝利し、開業2年目で重賞初勝利となった。同年12月23日に行われた名古屋グランプリでヴェルテックスが勝利し、地方重賞初制覇。
2024年、定年引退した中野栄治厩舎より引き継いだ、日経新春杯の勝ち馬ブローザホーンで天皇賞（春）を2着となった後、宝塚記念を1着となり、ブローザホーン及び鞍上の菅原明良とともにGI初制覇。

## 調教師成績

### 概要
|                | 日付          | 競馬場・開催  | 競走名               | 馬名               | 頭数 | 人気 | 着順 |
| -------------- | ------------- | ------------- | -------------------- | ------------------ | ---- | ---- | ---- |
| 初出走・初勝利 | 2020年3月15日 | 1回中京6日6R  | 4歳以上1勝クラス     | トゥインクルリーフ | 15頭 | 2    | 1着  |
| 重賞初出走     | 2021年3月27日 | 2回阪神1日11R | 毎日杯               | ウエストンバート   | 9頭  | 8    | 6着  |
| 重賞初勝利     | 2021年6月20日 | 3回東京6日11R | ユニコーンステークス | スマッシャー       | 16頭 | 7    | 1着  |
| G1初出走       | 2022年4月17日 | 3回中山8日11R | 皐月賞               | ジャスティンロック | 18頭 | 10   | 7着  |
| G1初制覇       | 2024年6月23日 | 4回京都8日11R | 宝塚記念             | ブローザホーン     | 13頭 | 3    | 1着  |

## 主な管理馬
- スマッシャー（2021年ユニコーンステークス）
- ジャスティンロック（2021年京都2歳ステークス）
- ヴェルテックス（2021年名古屋グランプリ）
- ディクテオン（2023年浦和記念、名古屋グランプリ、2024年白山大賞典）
- ノーブルロジャー（2024年シンザン記念）
- ディスペランツァ（2024年アーリントンカップ）
- ブローザホーン（2024宝塚記念）

## 主な厩舎所属者
- 田嶋翔（2020年- 調教助手）